# Pëtr Vladimirovič Dolgorukov
Il principe Pëtr Vladimirovič Dolgorukov, in russo Пётр Владимирович Долгоруков? (Mosca, 27 dicembre 1816 – Berna, 6 agosto 1868), è stato uno storico, genealogista, giornalista e nobile russo.

## Biografia

### I primi anni
Figlio del generale Vladimir Petrovič Dolgorukov e di sua moglie Varvara Ivanovna Paškova (nipote di Vasilij Aleksandrovič Paškov), Pëtr Vladimirovič Dolgorukov nacque a Mosca nel 1816. Sua cugina era la poetessa Evdokija Rostopina. Orfano di padre già a un anno di vita, venne allevato al corpo dei paggi a corte, istituzione dalla quale venne cacciato a quindici anni per "buffonate scandalose" (comportamento omosessuale). Negli anni '30 dell'Ottocento convisse a Mosca con Ivan Sergeevič Gagarin, col quale si pensa abbia avuto anche una relazione. Fu amico e confidente del diplomatico danese Jacob Derk van Heeckeren Beverweerd.
Libertino, trascorse la propria giovinezza tra San Pietroburgo, Mosca e Parigi. Fu probabilmente autore di un pamphlet diffamatorio che spinse Aleksandr Sergeevič Puškin a sfidare a duello Georges-Charles de Heeckeren d'Anthès nel novembre del 1836, del quale ad ogni modo si ritrovò anni dopo a ricusarne la paternità e a difendersi in pubblico.
Visse per lo più con le entrate paterne e si dedicò alacremente alla sua attività principale, che lo consacrò poi come personaggio di rilievo: la genealogia. Da storico, si interessò alle principali famiglie nobili della Russia, attingendo abbondantemente al materiale raccolto dal marito di sua zia, l'anziano P. F. Karabanov (1767-1851), che però in vita non riuscì a pubblicare opere di rilievo coi materiali raccolti, come pure attinse al ricco archivio di M. G. Spiridov.
Nel 1840, Dolgorukov pubblicò "La storia della famiglia dei principi Dolgorukov" e iniziò a pubblicare la "Raccolta genealogica russa", e tre anni dopo, sotto lo pseudonimo di "Conte Almagro", pubblicò a Parigi in francese "Notice sur les principales familles de la Russie", opera nella quale rivelò una serie di fatti storici curiosi su molte famiglie aristocratiche russe, denigrando nel contempo le tendenze autocratiche delle stesse. Da storico condivise pienamente la visione critica di Pëtr Jakovlevič Čaadaev nei confronti della storia patria.
Lo spirito critico del giovane Dolgorukov ed il suo libero pensiero sull'aristocrazia del suo paese giunsero sino alle orecchie dello zar Nicola I di Russia che lo convocò e lo esiliò a Vyatka (1843), ma già l'anno successivo ottenne la completa liberazione col solo divieto di risiedere nella capitale, ritirandosi dal 1852 nella sua tenuta nel villaggio di Spešnevo, nel distretto di Černsk, nella provincia di Tula.

### Il "Libro genealogico russo"
Nel 1854, Dolgorukov diede alle stampe la sua opera più significativa, il "Libro genealogico russo" dalle origini al XIX secolo, in quattro volumi. Come storico, ad ogni modo, Dolgorukov viene spesso ritenuto non sempre attendibile e propenso a mutare i dati a proprio favore: di fronte all'atteggiamento ostile espostogli dalla famiglia Naryškin, ad esempio, disse che il loro cognome derivava dalla parola "jaryžka", che era la parola utilizzata per designare il servitore di più basso rango nella polizia prima dell'epoca petrina. Estorse pure del denaro al principe Michail Semënovič Voroncov per confermare la sua ascendenza da una famiglia di antichi boiardi del XV-XVI secolo.

### "La verità sulla Russia"
Nel 1859 si recò segretamente all'estero, a Parigi, ove fece pubblicare il libro "La verità sulla Russia " (in francese - 1860, in russo - 1861, 2 volumi), opera contenente un'aspra critica al governo della madrepatria e un programma radicale di grandi riforme da apportare agli organismi dello stato. 
Dopo la pubblicazione venne richiamato in patria per rispondere del suo comportamento, ma preferì rimanere in Francia e venne per questo condannato dal senato russo alla privazione del titolo principesco, dei diritti acquisiti dalla sua famiglia e della sua fortuna, nonché all'esilio perpetuo (1861). Preoccupato per la sorte del figlio rimasto in Russia e temendo che si attuassero delle rappresaglie contro di lui, Pëtr Vladimirovič promise di apparire sulla stampa con rivelazioni schiaccianti qualora fosse stato fatto del male alla sua progenie.
Animato da questi sentimenti, Dolgorukov accumulò una tale ostilità nei confronti della Russia da giungere per contro a strabilianti e veritiere novità storiche, come ad esempio una serie di rivelazioni sulle numerose relazioni extraconiugali avute dai vari monarchi russi dall'epoca di Pietro il Grande sino ai suoi giorni, servendosi anche dei pettegolezzi che gli giungevano via lettera dai salotti russi di maggior rilievo dell'epoca.

### La vita in esilio

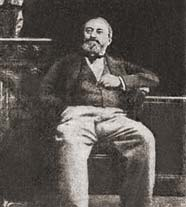
Dolgorukov negli anni dell'esilio

Durante il suo periodo di esilio, Dolgorukov collaborò con gli editori tedeschi dei giornali "Futuro" (1860-1861) e "Allarme", in lingua russa. La pubblicazione del giornale "Sveglia" venne interrotta più volte a causa dell'opposizione degli agenti zaristi alla corte di Berlino. Tenne corrispondenza con Victor Hugo, Giuseppe Garibaldi, Giuseppe Mazzini, Camillo Benso, conte di Cavour, Otto von Bismarck, Adolphe Thiers, Nikolaj Alekseevič Nekrasov e Michail Nikiforovič Katkov.
Nel 1867 pubblicò i suoi "Appunti" in francese, che furono tradotti in russo e pubblicati in Russia solo 140 anni dopo. Il primo volume si concludeva con il regno di Caterina II; il secondo volume venne pubblicato dopo la morte del principe da un agente della polizia segreta zarista e, per ovvie ragioni, fu adeguatamente censurato. A proposito di quest'opera, lo scrittore russo Aleksandr Ivanovič Gercen disse: "Leggendo questo mostruoso, frenetico e criminale carmen horrendum, a volte, si deve involontariamente abbandonare il libro per riprendersi dall'orrore e dal disgusto. Qui viene lasciato tutto ciò che è umano a favore del bestiale, informando come gli aristocratici abbiano solo capacità di far rabbrividire, rubare e far del male a loro prossimo... Si circondano di informatori, protettori, spie, carnefici, malversatori, corruttori, demoni".
Dolgorukov collaborò con il giornale Kolokol di Gercen, sebbene per molti aspetti non fosse d'accordo con la sua linea di pensiero. Negli ultimi anni della sua vita, ingrassò a dismisura trascorrendo lunghi periodi in Svizzera. Quando morì a Berna nel 1868, decise di lasciare il proprio archivio al ricco emigrato polacco Stanisław Chorżecki, il più stretto collaboratore di Gercen. Questi ad ogni modo, non avendo i mezzi personali per pubblicare un'opera, decise di vendere queste carte nel 1869 per 26.000 franchi a un certo tenente colonnello Postnikov, che, come si scoprì in seguito, si rivelò essere un agente del dipartimento segreto della Russia inviato in Europa alla ricerca del rivoluzionario Sergej Gennadievič Nečaev. I manoscritti di Dolgorukov vennero così riportati in Russia ed entrarono a far parte degli archivi del Palazzo d'Inverno dove furono scoperti solo in epoca sovietica da Natan Eidelman. Per quanto riguarda i suoi appunti genealogici e i documenti storici collezionati da Dolgorukov, questi vennero messi a disposizione del viceministro dell'interno Aleksej Lobanov-Rostovskij il quale, diversi anni dopo, continuò la pubblicazione del "Libro genealogico" di Dolgorukov in forma anonima, poi con la propria firma.

## Matrimonio e figli
Al suo ritorno dall'esilio forzato del 1846, il principe Dolgorukov sposò Ol'ga Dmitrievna Davydova (1824-1893), figlia di Dmitrij Aleksandrovič Davydov e della principessa Elisabetta Alekseevna Šachovskoj. Il matrimonio non fu felice e nel 1852 addirittura Dolgorukov presentò una denuncia contro sua moglie accusandola di voler abbandonare il tetto coniugale per vivere all'estero. Il governo accertò che anche Dolgorukov, dal canto suo, si comportava in maniera violenta con la moglie, giungendo spesso a picchiarla e addirittura a frustarla. Dopo la partenza di Dolgorukov per l'estero nel 1859, la coppia visse separatamente.
Questo matrimonio diede ad ogni modo alla luce un figlio, Vladimir (1848-1898), che divenne uno stimato psichiatra e prese parte alla guerra russo-turca del 1877-1878.